# Croton eluteria
Espèce
Classification APG III (2009)
Croton eluteria est une espèce de plantes à fleurs de la famille des Euphorbiaceae. C'est un arbuste ou un petit arbre de la famille des Euphorbiaceae originaire d'Amérique. Le nom scientifique de l'espèce vient de l'île d'Éleuthère, dans l'archipel des Bahamas.
Elle est appelée cascarille, Bois doux, croton à cascarille, cascarille officinale, faux quinquina.

## Aire de répartition
- Amérique du Nord : Bahamas, Jamaïque
- Amérique centrale : Salvador, Honduras, Panama
- Amérique du Sud : Colombie, Équateur

## Description
Les feuilles sont vert pâle sur le dessus, tandis que la face inférieure est recouverte d'écailles argentées. Celles de la forme arbustive sont larges et ovées, tandis que celles de la forme arborescente sont plus étroites et longuement acuminées. C'est une plante monoïque dont les fleurs mâles, nombreuses, sont mêlées aux fleurs femelles éparses sur le même racème. Le fruit est une capsule à trois loges.

## Utilisation
L'écorce, la cascarille à proprement parler, est récoltée pour ses propriétés médicinales et aromatiques. C'est un tonique qui stimule l'appétit et aide à la digestion. Elle dégage une odeur agréable et musquée lorsqu'elle est brûlée, mais on rapporte que la fumée pourrait avoir un effet intoxicant et causer des vertiges. On en tire aussi une huile essentielle utilisée pour traiter les troubles respiratoires.

## Synonymes
- Clutia eluteria L.
- Oxydectes eluteria (L.) Kuntze
- Clutia cascarilla L.
- Croton cascarilla (L.) L.
- Clutia decandra Crantz
- Croton rosmarinifolius Salisb.
- Croton cascarilloides Geiseler
- Cascarilla officinalis Raf.
- Croton eluteria Benn.
- Croton homolepidus Müll.Arg.
- Oxydectes cascarilla (L.) Kuntze
- Oxydectes cascarilloides Kuntze
- Oxydectes homolepida (Müll.Arg.) Kuntze
- Croton eluteria subsp. homolepidus (Müll.Arg.) Borhidi

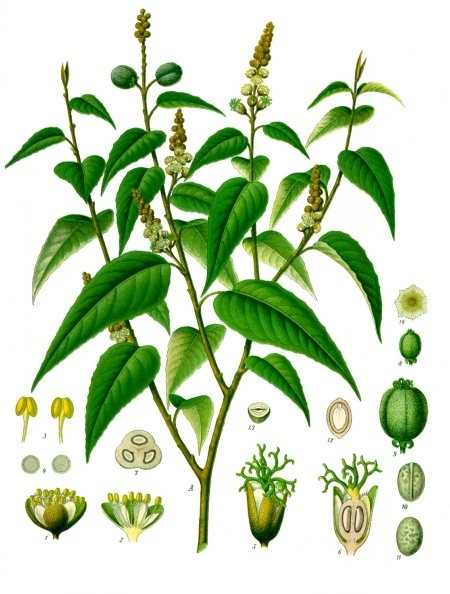